# Josef Argauer
Josef Argauer (Bécs, 1910. november 15. – 2004. október 10.) osztrák labdarúgóedző.
Az osztrák válogatott edzőjeként részt vett az 1958-as labdarúgó-világbajnokságon.